# Бхаура, Кулбир
Кулбир Сингх Бхаура (англ. Kulbir Singh Bhaura, 15 октября 1955, Джаландхар, Индия) — английский и британский хоккеист (хоккей на траве), центральный нападающий. Олимпийский чемпион 1988 года, бронзовый призёр летних Олимпийских игр 1984 года, серебряный призёр чемпионата мира 1986 года, серебряный призёр чемпионата Европы 1987 года.

## Биография
Кулбир Бхаура родился 15 октября 1955 года в индийском городе Джаландхар.
В 1968 году с семьёй перебрался в Великобританию. Учился в джаландхарской школе Халса, старшей школе Фэзерстоун в Саутхолле и Айлуэртской политехнической школе.
Играл в хоккей на траве за «Хаунслоу» и «Индиан Гимхана» из Лондона.
25 марта 1979 года сыграл первый матч за сборную Англии — против сборной Бельгии в Лондоне. В 1982 году ездил со сборной на чемпионат мира в Бомбее. 11 декабря 1983 года провёл первый матч за сборную Великобритании — против сборной Пакистана на олимпийском квалификационном турнире в Гонконге.
В 1984 году вошёл в состав сборной Великобритании по хоккею на траве на летних Олимпийских играх в Лос-Анджелесе и завоевал бронзовую медаль. Играл на позиции нападающего, провёл 5 матчей, мячей не забивал.
В 1986 году в составе сборной Англии стал серебряным призёром чемпионата мира в Лондоне. В 1987 году завоевал серебро чемпионата Европы в Москве.
В 1988 году вошёл в состав сборной Великобритании по хоккею на траве на летних Олимпийских играх в Сеуле и завоевал золотую медаль. Играл на позиции нападающего, провёл 6 матчей, мячей не забивал. После Олимпиады он больше не играл за британскую команду, а 30 ноября провёл свой последний матч и за сборную Англии — против сборной мира в Лутоне.
В течение карьеры провёл за сборную Англии 84 матча, за сборную Великобритании — 61 матч. Участвовал в розыгрышах Трофея чемпионов 1981, 1983, 1984, 1985, 1986, 1987 годов.
После победы на Олимпиаде начал заниматься маркетингом и выпуском хоккейного и крикетного инвентаря, разработав собственную линейку. Также разрабатывал экипировку для вратарей и владел фабрикой по производству хоккейных мячей. Руководит магазинами хоккейного инвентаря в Англии. Также занимается тренерской работой в клубе «Индиан Гимхана».